# 11 Ursae Minoris
Désignations
11 Ursae Minoris est un système constitué d'au moins deux corps.
L'objet primaire du système est une étoile géante orange de type spectral K4III située à environ ∼ 410 a.l. (∼ 126 pc) de la Terre dans la constellation de la Petite Ourse.
Autour de l'étoile, un objet a été découvert en 2009 par la méthode des vitesses radiales. Ce serait une planète superjovienne d'une masse 10,5 ± 2,47 fois plus grande que celle de Jupiter. Étant donné cette masse élevée et la marge d'erreur associée, il n'est pas exclu que ce corps soit une naine brune.